# Escif

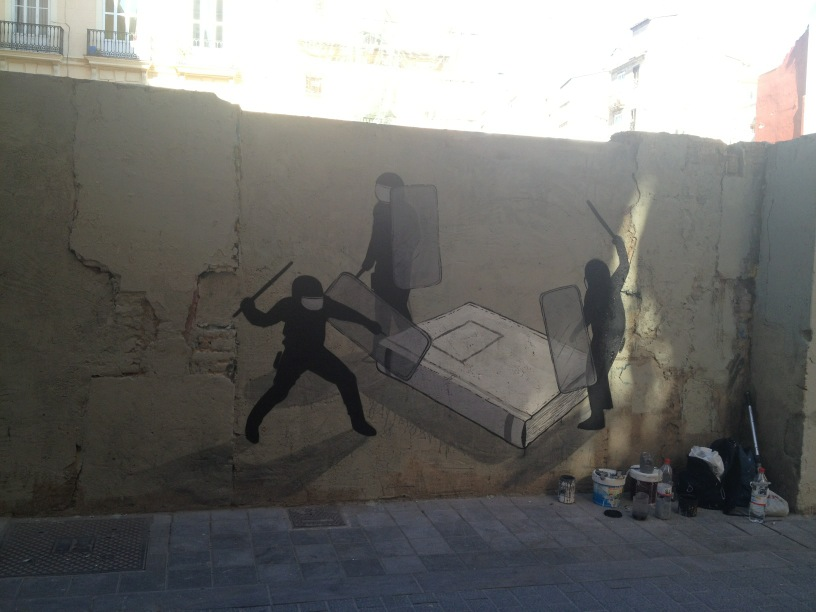
Educación para la Ciudadanía, Grafiti de Escif representativo de las protestas de la Primavera valenciana.

Escif (en los primeros años firmaba como Escyf) es un artista urbano de la Ciudad de Valencia en activo desde 1996 -1997. Forma parte del colectivo de artistas urbanos valencianos XLF.

## Biografía
Escif es valenciano, licenciado en Bellas artes y especialista en arte urbano por la Universidad Politécnica de Valencia. Empezó realizando grafitis durante la segunda mitad de los años 90, para ir evolucionando su estilo hasta llegar a sus intervenciones actuales. En sus trabajos ha tratado temas sociales como el caso Gürtel, la Primavera Valenciana o los recortes económicos.
En 2014 realizó la portada del disco My favourite faded fantasy, de Damien Rice, y en 2015 diseñó la falla de Mossen Sorell - Corona, denominada Todo lo que sobra.

## Galería

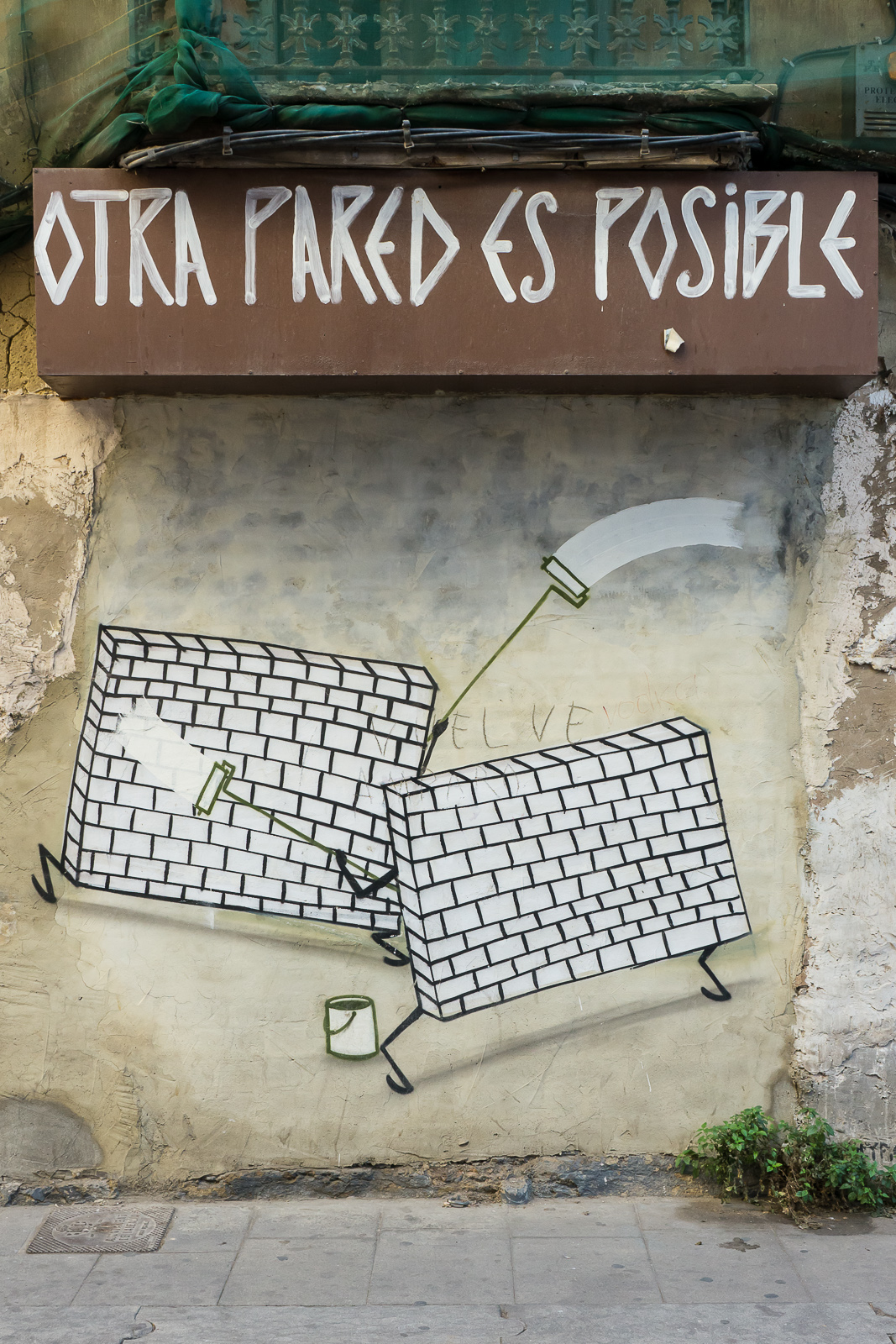
Otra pared es posible, famosa pieza de una serie de grafiti.
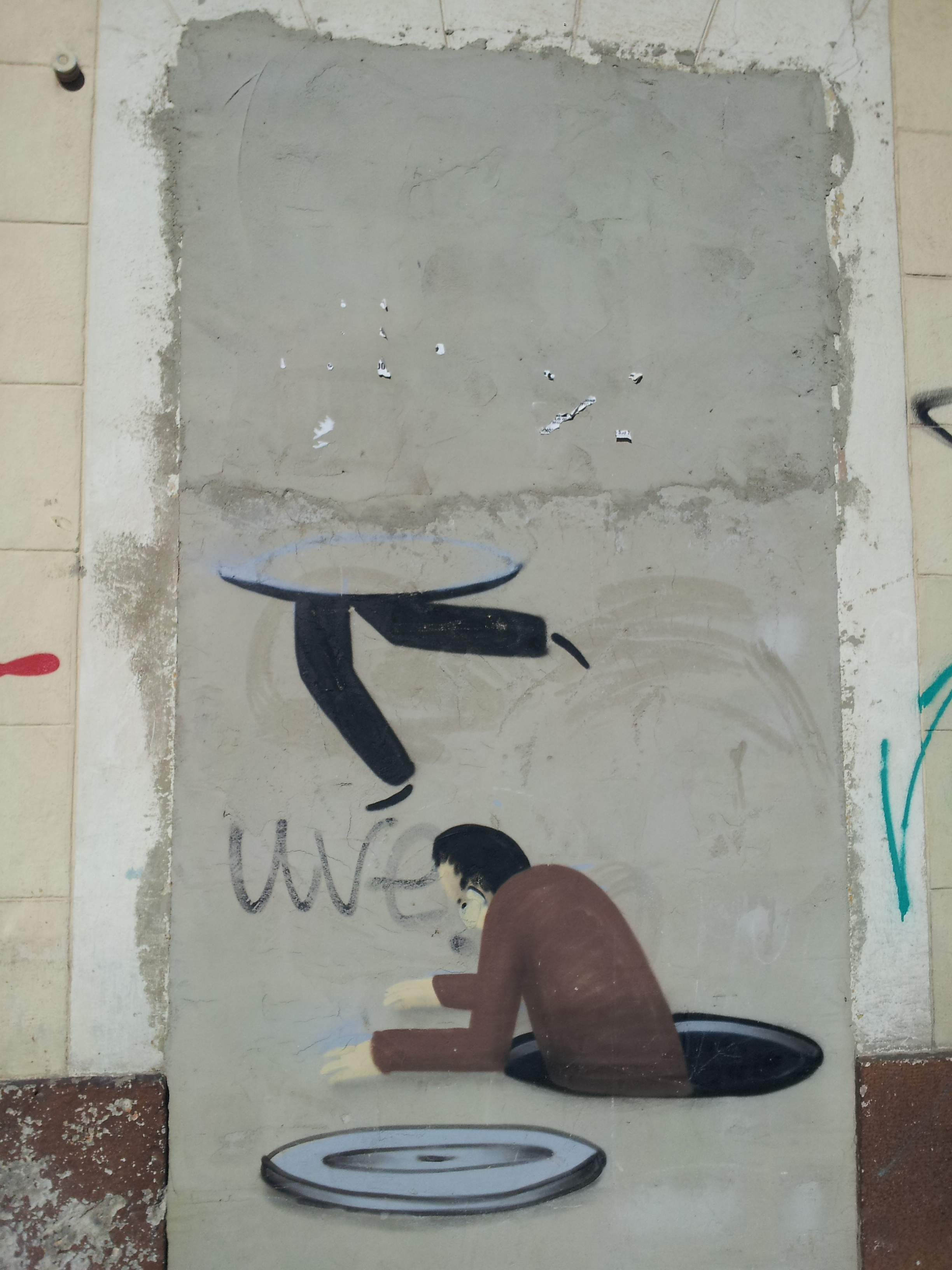
Grafiti en Extramurs.
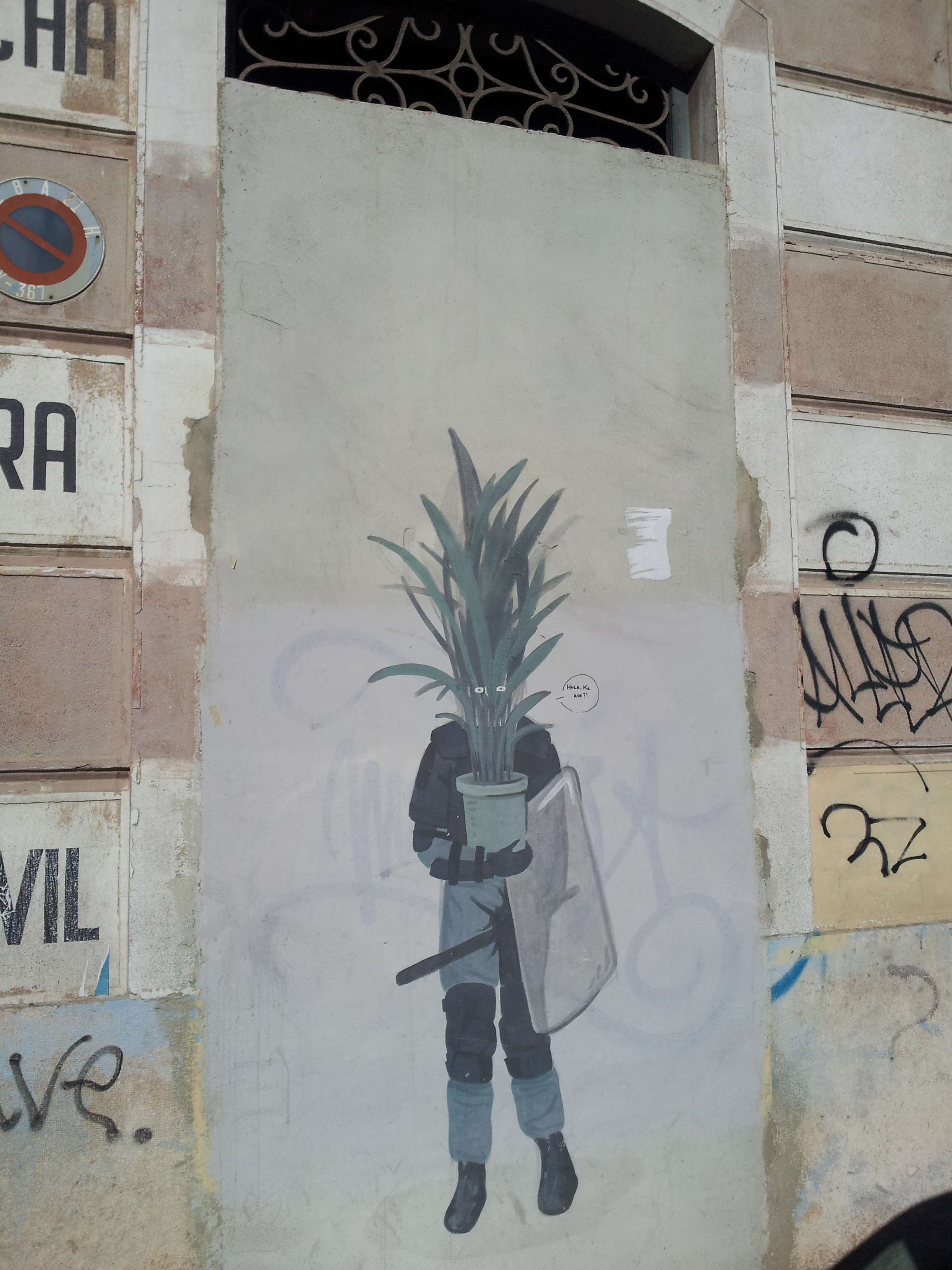
Grafiti en Extramurs.
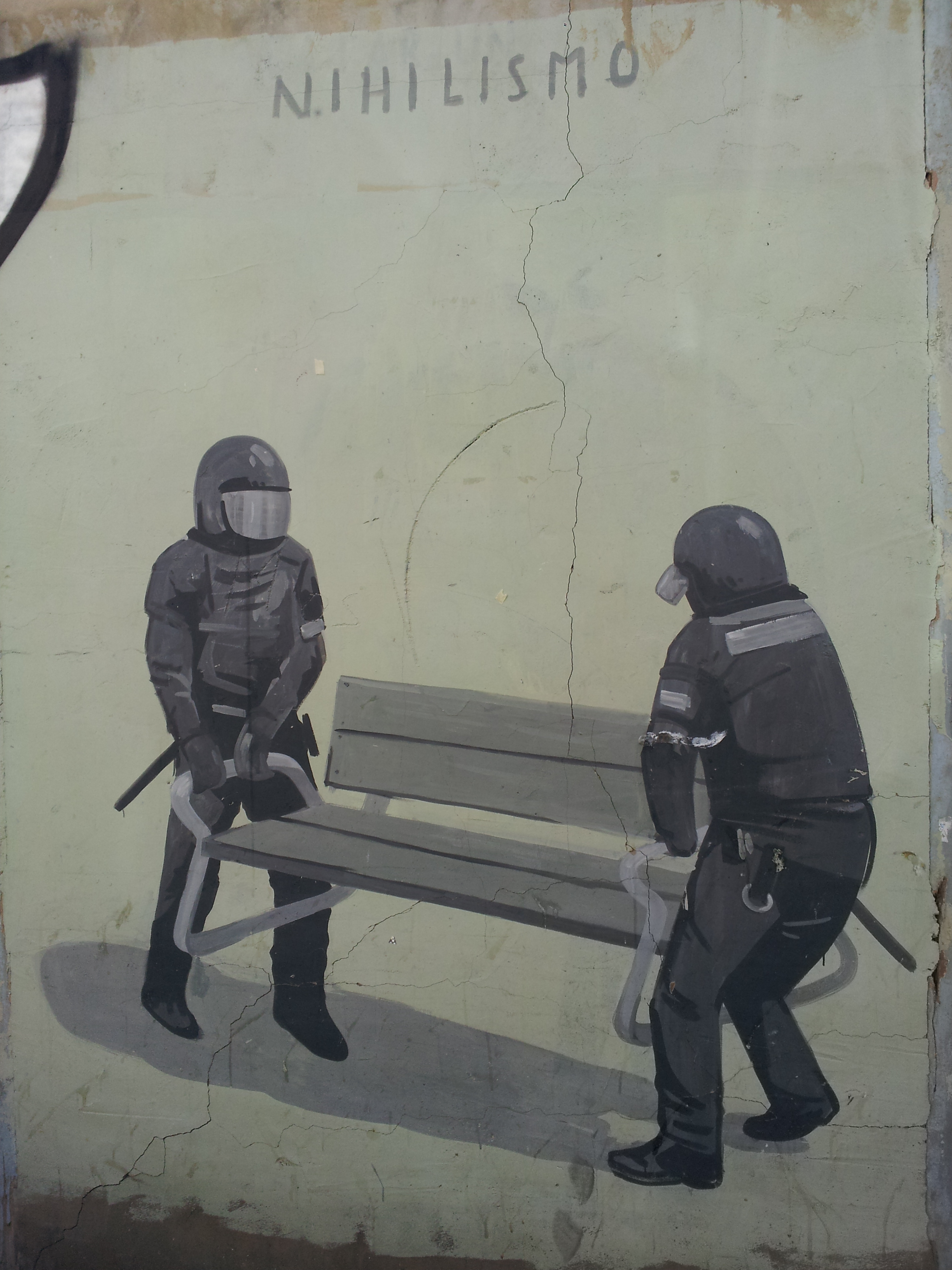
Grafiti en Extramurs.
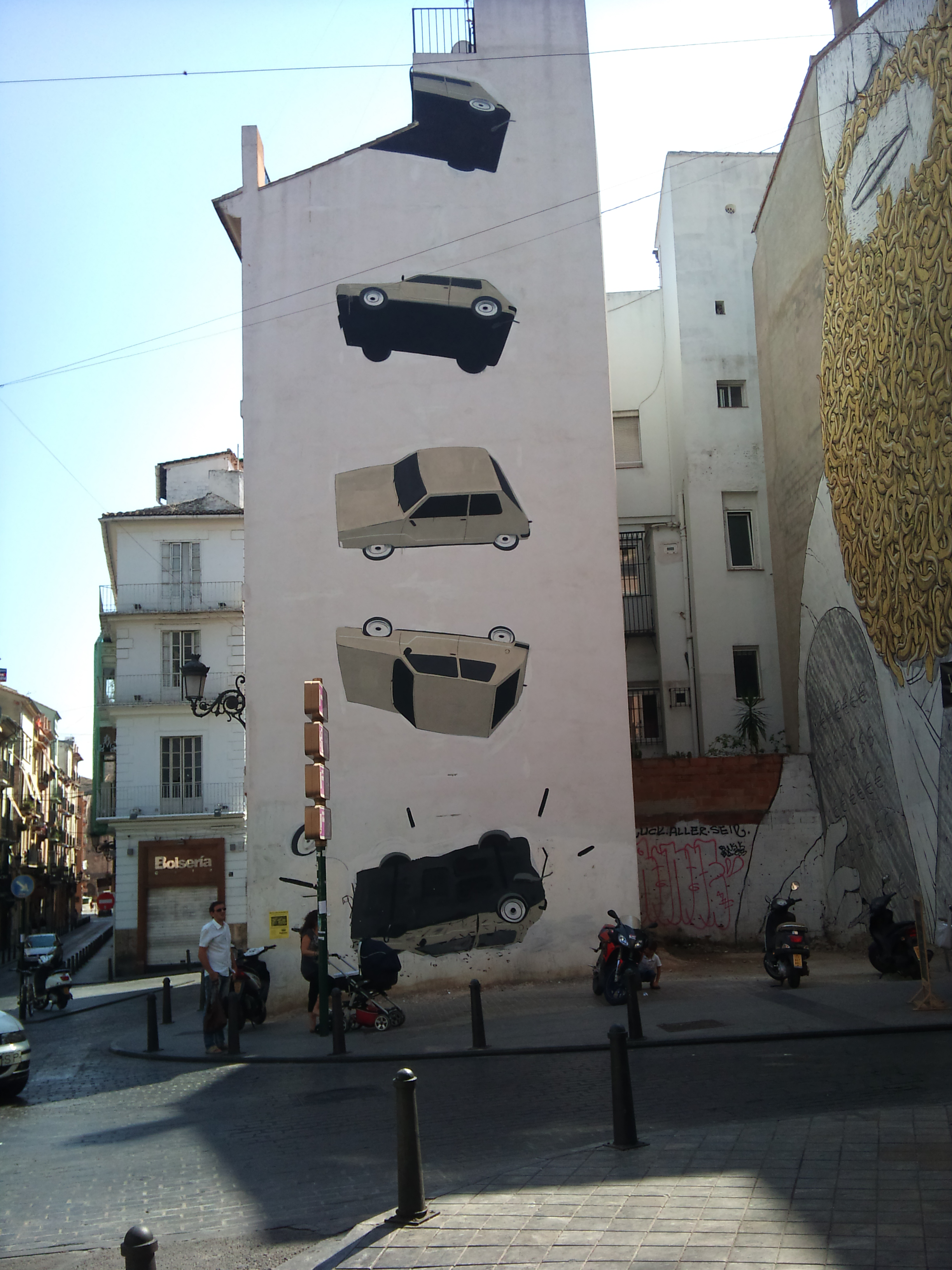
Mural en la Plaza del Tossal.
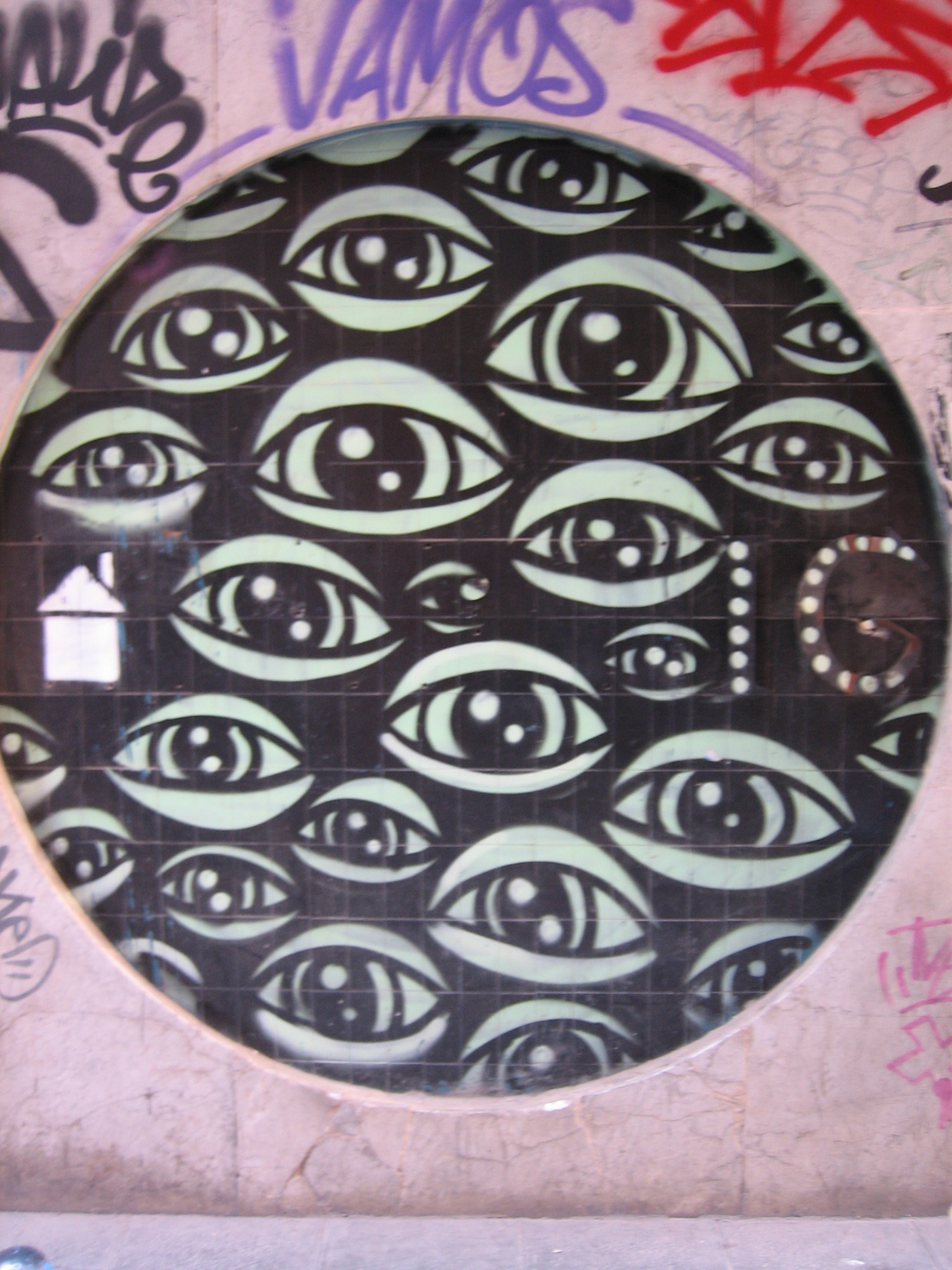
Graffiti con el logo de los ojos en sus primeros años.
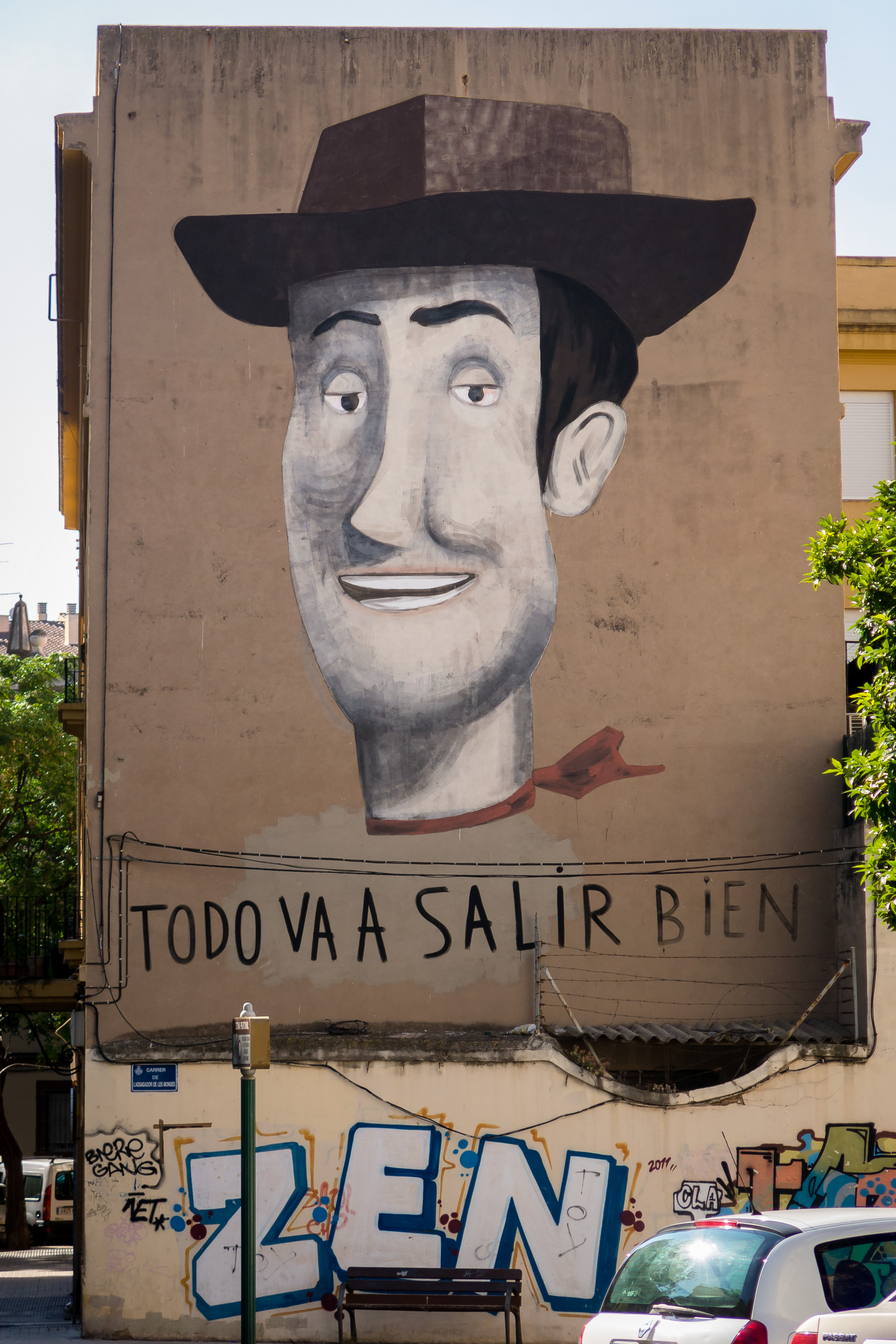
Todo va a salir bien, mural en Patraix.